# 鮎川駅
鮎川駅（あゆかわえき）は、秋田県由利本荘市東鮎川にある、由利高原鉄道鳥海山ろく線の駅である。無人駅である。

## 歴史
- 1922年（大正11年）8月1日：横荘鉄道により、鮎川駅として由利郡鮎川村に開業[1]。
- 1937年（昭和12年）9月1日：横荘鉄道国有化に伴い、鉄道省（矢島線）に移管。羽後鮎川駅に改称[1]。
- 1949年（昭和24年）6月1日：日本国有鉄道発足。
- 1961年（昭和36年）9月1日：貨物取扱廃止[1]。
- 1965年（昭和40年）4月：業務委託化[2]。
- 1971年（昭和46年）10月1日：荷物扱い廃止[3]。無人化[4][5]。ただし、翌年3月31日までは（日曜・祝日を除く）6時から15時半まで旅客扱い要員を1名配置する[6]。
- 1972年（昭和47年）7月1日：簡易委託駅となる[7]。
- 1985年（昭和60年）10月1日：由利高原鉄道に移管し、鮎川駅に改称[1]。
- 時期不詳 - 簡易委託廃止、完全無人化。
- 2003年（平成15年）12月25日：現駅舎に改築[8]。
- 2018年（平成30年）：駅周辺の旧鮎川小学校（国登録有形文化財）を改装して作られた鳥海山木のおもちゃ美術館の開館に先立ち、クラウドファンディングにより駅周辺整備を実施。528万5,000円を集め、4月24日にクラウドファンディングを終了[9]。駅舎隣の屋根付き駐輪場が子供向けの待合室としてリニューアルされた。

## 駅構造
単式1面1線のホームを持つ地上駅で、かつては行き違い設備があった。2003年12月に現駅舎に改築された。

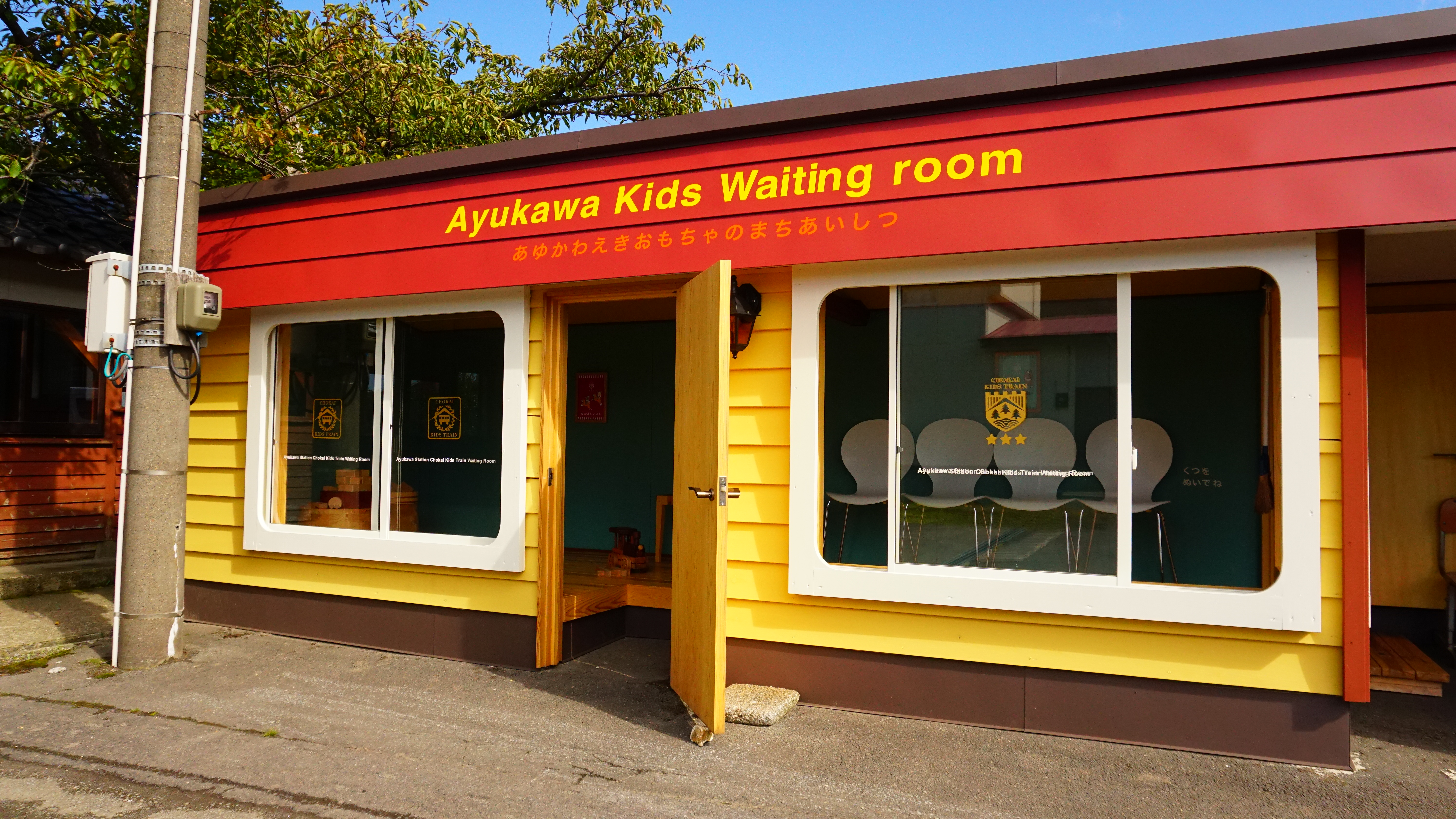
「おもちゃのまちあいしつ」
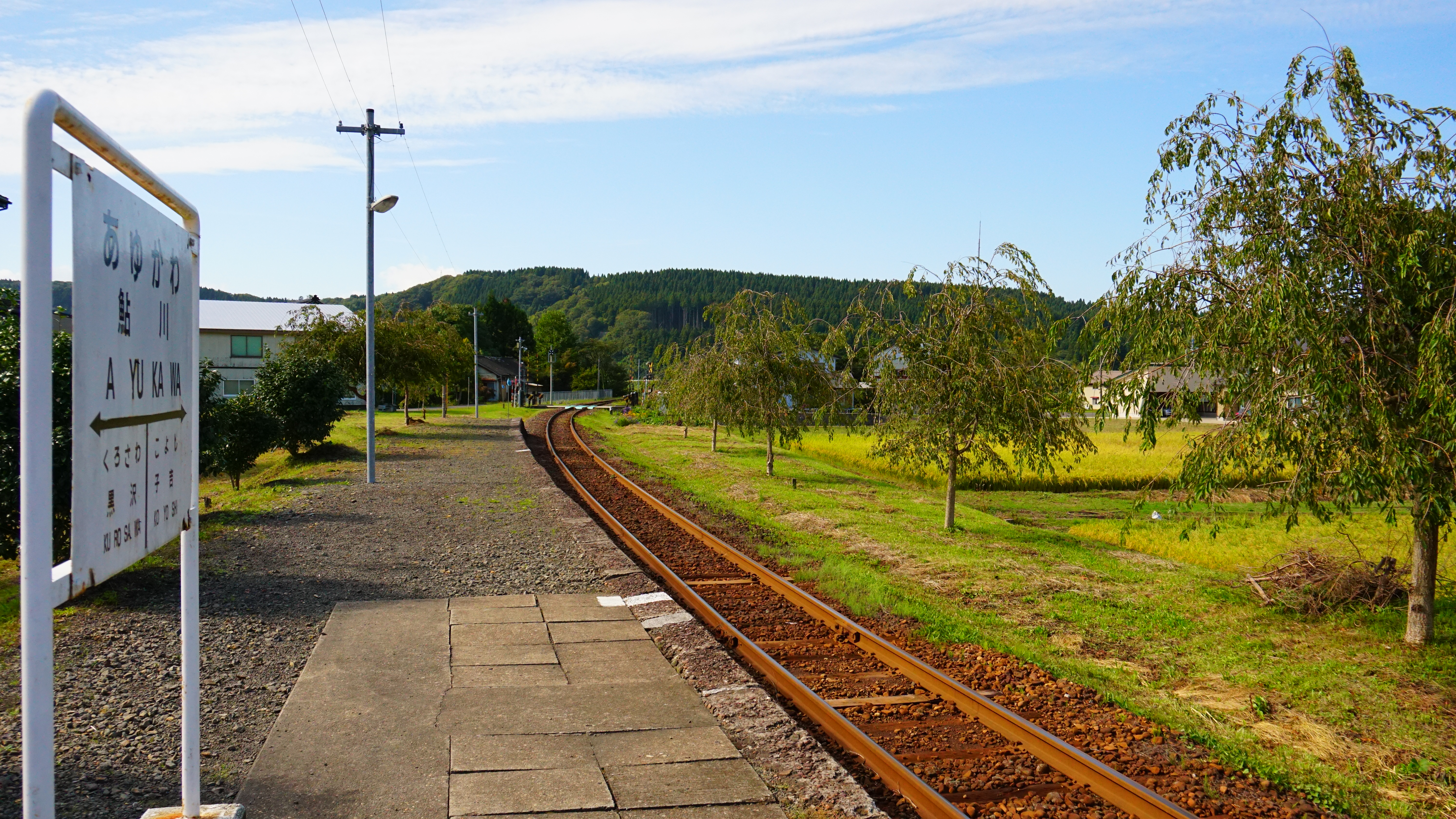
プラットホーム

## 利用状況
| 1日乗降人員推移 | 1日乗降人員推移 |
| 年度            | 1日平均人数     |
| --------------- | --------------- |
| 2011年          | 51              |
| 2012年          | 56              |
| 2013年          | 45              |
| 2014年          | 56              |
| 2015年          | 42              |
| 2016年          | 49              |
| 2017年          | 44              |
| 2018年          | 54              |
| 2019年          | 48              |
| 2020年          | 36              |
| 2021年          | 42              |
| 2022年          | 43              |

## 駅周辺
- 鮎川簡易郵便局
- 国道108号
- 秋田県道287号南由利原鮎川線
- 鳥海山木のおもちゃ館（当駅より北西に1km。列車に合わせて送迎バスも運行されている）

## 隣の駅
由利高原鉄道
■鳥海山ろく線
子吉駅 - 鮎川駅 - 黒沢駅